# 9e gala des prix Félix
 Les Lauréats des prix Félix en 1987, artistes québécois œuvrant dans l'industrie de la chanson, ont reçu leurs récompenses à l'occasion du neuvième Gala de l'ADISQ, animé par André-Philippe Gagnon et qui eut lieu le 25 octobre 1987.

## Interprète masculin de l'année
- Patrick Norman

Autres nommés : Pierre Bertrand, Jim Corcoran, Claude Dubois, Serge Fiori, Jean Lapointe, Daniel Lavoie, Paul Piché, Michel Rivard et Richard Séguin.

## Interprète féminine de l'année
- Marjo

Autres nommées : Édith Butler, Céline Dion, Diane Dufresne, Louise Forestier, Marie Denise Pelletier, Ginette Reno, Marie-Claire Séguin, Diane Tell, Sylvie Tremblay.

## Révélation de l'année
- Marc Drouin

Autres nommés : Bundock, Marie Carmen, Marie Philippe, Francine Raymond, Maude.

## Groupe de l'année
- Nuance

Autres nommés : Madame, Rock et Belles Oreilles, Top Sonart, Uzeb.

## Auteur-compositeur de l'année
- Louise Forestier, Michel Rivard

Autres nommés : Jim Corcoran, Marjo, Daniel Lavoie, Patrick Norman.

## Artiste s'étant le plus illustré hors Québec
- Daniel Lavoie

Autres nommés : Édith Butler, Diane Dufresne, Ginette Reno, Diane Tell.

## Artiste de la francophonie s'étant le plus illustré au Québec
- Herbert Léonard

## Groupe anglophone de l'année
- The Box

Autres nommés : Luba, Tchukon, Nancy Martinez, Corey Hart.

## Chanson populaire de l'année
- Chats sauvages de Marjo

Autres nommées : Recherché de Jano Bergeron, Je voudrais voir New-York de Daniel Lavoie, Quand on est en amour de Patrick Norman, Vivre dans la nuit de Nuance, Arrête de boire de Rock et Belles Oreilles.

## Album le plus vendu
- Quand on est en amour de Patrick Norman

## 45-tours le plus vendu
- Vivre dans la nuit de Nuance

## Album pop de l'année
- Un trou dans les nuages de Michel Rivard

Autres nommés : …Le Party continue d'Édith Butler, Incognito de Céline Dion, Vue sur la mer de Daniel Lavoie, Minuit ¼ de Marie-Claire Séguin.

## Album rock de l'année
- Celle qui va de Marjo

Autres nommés : Miss Kalabash de Jim Corcoran, La passion selon Louise de Louise Forestier, Vivre dans la nuit de Nuance, Parfum d'orage de Sylvie Tremblay.

## Album pop-rock en anglais de l'année
- Closer Together de The Box

Autres nommés : Mauve de Bundock, Fields Of Fire de Corey Hart, Tips de Daniel Lavoie, Here And Now de Tchukon.

## Album country de l'année
- En amour de Gilles Godard

Autres nommés : Auprès de toi je revis de Claude Martel, C'est dur d'être humble de Billy Hunter.

## Album jazz de l'année
- Live à l'Olympia de Uzeb

Autres nommés : Michel Legrand, Ginette Reno de Michel Legrand et Ginette Reno, Guy Nadon et la pollution des sons de Guy Nadon, Pianissimo de Lorraine Desmarais, Speak Low Swing Hard de Oliver Jones.

## Album instrumental de l'année
- Comme dans un film d'André Gagnon

Autres nommés : Berceuse de Lucie Gascon.

## Album classique de l'année
- Tchaikovski 1812 de l'Orchestre symphonique de Montréal

## Album enfants de l'année
- Bach et Bottine

Autres nommés : Oh la la! Quelle bibitte de Fafoin, Salut bonjour de Lison, Le Village de Nathalie vol. 2 de Nathalie Simard, Comme sur des roulettes vol. 7 de la série télévisée Passe-partout.

## Album humour de l'année
- The Disque de Rock et Belles Oreilles

Autres nommés : Job de fou de Pierre Labelle, Festival Juste pour Rire 1986 (Daniel Lemire, Clémence DesRochers, Michel Noël, Roméo Pérusse).

## Spectacle pop de l'année
- Top secret de Diane Dufresne

Autres nommés : Jim Corcoran et le Kalabash Band de Jim Corcoran, Vis ta vinaigrette de Marc Drouin, La passion selon Louise de Louise Forestier, Marie-Claire Séguin de Marie-Claire Séguin.

## Spectacle rock de l'année
- Celle qui va de Marjo

Autres nommés : Richard Séguin de Richard Séguin, Starmania '86 (Artistes variés).

## Spectacle humour de l'année
- Chasseur de têtes de Jean-Guy Moreau

Autres nommés : Le Groupe Sanguin de le Groupe Sanguin, Allô toi de Daniel Lemire, Pierre Verville de Pierre Verville.

## Vidéoclip de l'année
- Close together de The Box

Autres nommés : Make a move on me de Véronique Béliveau, American singer de Bundock, Perdus dans le même décor de Jim Corcoran, Les enfants aux petites valises de Céline Côté, Fais ce que tu voudras de Céline Dion, Remixez-moi de Marc Drouin, En courant de Marie-Denise Pelletier, Musique de Top Sonart, 60 rue des Lombards de Uzeb.

## Hommage
- Yvon Deschamps

## Sources
Gala de l'ADISQ 1987